# Ankreis
Die drei Ankreise (rot) gehören mit dem Umkreis und dem Inkreis zu den besonderen Kreisen eines Dreiecks, die schon in der Antike von griechischen Mathematikern untersucht wurden.
Die Ankreise sind definiert als Kreise, die jeweils von einer Dreiecksseite von außen und von den Verlängerungen der beiden anderen Seiten berührt werden. Jedes Dreieck besitzt drei Ankreise. Die Ankreismittelpunkte liegen jeweils auf der Winkelhalbierenden eines Innenwinkels und auf den Winkelhalbierenden der beiden Außenwinkel, die nicht zu dem Innenwinkel gehören.

## Radien
Der Radius desjenigen Ankreises, der die Seite {\displaystyle a} ({\displaystyle [BC]}) im Inneren berührt, ergibt sich als
{\displaystyle \rho _{a}={\frac {A}{s-a}}}.
Dabei steht {\displaystyle A} für den Flächeninhalt und {\displaystyle s} für den halben Umfang des Dreiecks: {\displaystyle s={\tfrac {1}{2}}(a+b+c)}.
Analog berechnen sich die Radien {\displaystyle \rho _{b}} und {\displaystyle \rho _{c}} der beiden anderen Ankreise.
Drückt man den Flächeninhalt nach dem Satz des Heron durch die Seitenlängen aus, so erhält man
{\displaystyle \rho _{a}={\sqrt {\frac {s(s-b)(s-c)}{s-a}}}}.
Für die anderen beiden Ankreise gilt entsprechend
{\displaystyle \rho _{b}={\sqrt {\frac {s(s-a)(s-c)}{s-b}}}} und {\displaystyle \rho _{c}={\sqrt {\frac {s(s-a)(s-b)}{s-c}}}}.

## Berührpunktabstände

Dreieck, Berührpunktabstände der Ankreise, gleichfarbige Abstände haben gleiche Längen

Bezeichnung
- {\displaystyle c_{a}} ist der Abstand von {\displaystyle C} zum Berührpunkt des Ankreises mit der Seite {\displaystyle a} bzw. mit der Verlängerung der Seite {\displaystyle b.}
- {\displaystyle b_{a}} ist der Abstand von {\displaystyle B} zum Berührpunkt des Ankreises mit der Seite {\displaystyle a} bzw. mit der Verlängerung der Seite {\displaystyle c.}[3]

Der Index {\displaystyle a} steht dafür, dass derjenige Ankreis betrachtet wird, der die Seite {\displaystyle a} im Dreieck und nicht in der Verlängerung berührt. Analog wird die Bezeichnung für die anderen zwei Ankreise gewählt.
Es gilt:
{\displaystyle c_{a}=a_{c}=s-b={\tfrac {1}{2}}(a-b+c),}
{\displaystyle c_{b}=b_{c}=s-a={\tfrac {1}{2}}(-a+b+c),}
{\displaystyle a_{b}=b_{a}=s-c={\tfrac {1}{2}}(a+b-c).}
Dabei ist {\displaystyle s} der halbe Umfang des Dreiecks.
Nachweis: Die tangentiale Distanz von {\displaystyle C} zum Ankreis mit Mittelpunkt {\displaystyle I_{a}} liefert die Gleichheit der grünen Abschnitte bei {\displaystyle C} und entsprechend die blauen bei {\displaystyle B}. Die tangentiale Distanz von {\displaystyle A} zu demselben Kreis liefert dann die Gleichung {\displaystyle b+c_{a}=c+b_{a}}. Mit {\displaystyle c_{a}+b_{a}=a} folgt schließlich {\displaystyle 2c_{a}=a-b+c=2(s-b)}. Analog  ergeben sich die anderen Gleichungen.

## Mittelpunkte
Die Mittelpunkte der Ankreise an ihrer jeweiligen Seite haben folgende baryzentrische Koordinaten, wobei {\displaystyle \displaystyle I_{a}} den Mittelpunkt des Ankreises der Seite {\displaystyle a} repräsentiert:
- {\displaystyle \displaystyle I_{a}=(-a:b:c)}
- {\displaystyle \displaystyle I_{b}=(a:-b:c)}
- {\displaystyle \displaystyle I_{c}=(a:b:-c)}

## Konstruktion der Ankreismittelpunkte

Dreieck, Konstruktion der Ankreismittelpunkte

Aus der Einleitung kann man Folgendes schließen: Die drei Ankreismittelpunkte können auch allein mittels Halbierungen von drei Außenwinkeln gefunden werden, die als Winkelschenkel jeweils eine Seite sowie eine Verlängerung einer benachbarten Seite aufweisen.
Es beginnt mit den Verlängerungen der Seiten des Dreiecks {\displaystyle ABC} über dessen Eckpunkte hinaus. Danach folgt z. B. die Winkelhalbierende {\displaystyle w_{1}} des Außenwinkels am Scheitel {\displaystyle C} mit den Winkelschenkeln Seite {\displaystyle a} und Verlängerung der Seite {\displaystyle b} ab {\displaystyle C.} Die Winkelhalbierende {\displaystyle w_{2}} des Außenwinkels am Scheitel {\displaystyle B} mit den Winkelschenkeln Seite {\displaystyle a} und Verlängerung der Seite {\displaystyle c} ab {\displaystyle B} schließt sich an und liefert dabei, als Schnittpunkt mit {\displaystyle w_{1}}, den ersten Ankreismittelpunkt {\displaystyle I_{a}.} Sind alle drei Ankreismittelpunkte gesucht, ist abschließend noch die Winkelhalbierende {\displaystyle w_{3}} des Außenwinkels am Scheitel {\displaystyle A} mit den Winkelschenkeln Seite {\displaystyle c} und Verlängerung der Seite {\displaystyle b} ab {\displaystyle A} erforderlich. Damit ergeben sich, als Schnittpunkte mit den bereits vorhandenen Winkelhalbierenden {\displaystyle w_{1}} und {\displaystyle w_{2},} auch noch die beiden Ankreismittelpunkte {\displaystyle I_{b}} und {\displaystyle I_{c}.}

## Weitere Eigenschaften
- Die Ankreismittelpunkte {\displaystyle I_{a},I_{b}} und {\displaystyle I_{c}} des Dreiecks {\displaystyle ABC} bilden ein Dreieck, dessen Höhenschnittpunkt {\displaystyle H} der Inkreismittelpunkt des Dreiecks {\displaystyle ABC} ist.
- Verbindet man die Ecken eines Dreiecks mit den gegenüberliegenden Berührpunkten der Ankreise, so schneiden sich die Verbindungsgeraden in einem Punkt, dem Nagel-Punkt {\displaystyle N}.

Höhenschnittpunkt des Dreiecks ist der Inkreismittelpunkt des Dreiecks und dessen Nagel-Punkt